# ديتكتيف بيكاتشو
ديتكتيف بيكاتشو (بالإنجليزية: Detective Pikachu)‏ هي لعبة مغامرات من تطوير كرايتشرز إنك ومن نشر ذا بوكيمون كومباني على نظام نينتندو 3دي إس. واللعبة تعتبر إصدار جانبي لسلسلة « بوكيمون »، وهدف اللاعبين في هذا العنوان هو العمل مع بيكاتشو ناطق لحل الألغاز الغامضة. تم إصدار اللعبة في فبراير 2016 في اليابان، وسوف تصدر عالمياً في مارس 2018. شركة ليجنداري إنترتينمنت سوف تنتج فيلماً مقتبساً عن اللعبة و‌يونيفرسال بيكشرز سوف توزع الفيلم في مايو 2019.

## الملاحظات
1. ↑  يعرف اللعبة في اليابان بعنوان هميتانتي بيكاتشو (名探偵ピカチュウ Meitantei Pikachū؟، المعنى الحرفي هو "محقق بيكاتشو العظيم")